# Convocazioni per la FIFA Confederations Cup 2013
Elenco dei giocatori convocati da ciascuna Nazionale di calcio partecipante alla FIFA Confederations Cup 2013.
La squadra di appartenenza, le presenze e le reti sono relative alla data della convocazione; l'età, invece, al 15 giugno 2013, data di inizio della manifestazione.

## Gruppo A

### Brasile
Allenatore:  Luiz Felipe Scolari
Lista dei convocati resa nota il 14 maggio 2013, numerazione il 4 giugno 2013.
Il 7 giugno 2013 Leandro Damião è stato sostituito da Jô a causa di un infortunio alla coscia destra.
| N. | Pos. | Giocatore               | Data nascita (età)          | Pres. | Reti | Squadra               |
| -- | ---- | ----------------------- | --------------------------- | ----- | ---- | --------------------- |
| 1  | P    | Jefferson               | 2 gennaio 1983 (30 anni)    | 7     | 0    | Botafogo              |
| 2  | D    | Daniel Alves            | 6 maggio 1983 (30 anni)     | 62    | 5    | Barcellona            |
| 3  | D    | Thiago Silva (capitano) | 22 settembre 1984 (28 anni) | 32    | 1    | Paris Saint-Germain   |
| 4  | D    | David Luiz              | 22 aprile 1987 (26 anni)    | 21    | 0    | Chelsea               |
| 5  | C    | Fernando                | 3 marzo 1992 (21 anni)      | 4     | 0    | Grêmio                |
| 6  | D    | Marcelo                 | 12 maggio 1988 (25 anni)    | 18    | 4    | Real Madrid           |
| 7  | C    | Lucas                   | 13 agosto 1992 (20 anni)    | 23    | 3    | Paris Saint-Germain   |
| 8  | C    | Hernanes                | 29 maggio 1985 (28 anni)    | 10    | 1    | Lazio                 |
| 9  | A    | Fred                    | 3 ottobre 1983 (29 anni)    | 22    | 10   | Fluminense            |
| 10 | A    | Neymar                  | 5 febbraio 1992 (21 anni)   | 32    | 20   | Santos                |
| 11 | C    | Oscar                   | 9 settembre 1991 (21 anni)  | 15    | 5    | Chelsea               |
| 12 | P    | Júlio César             | 3 settembre 1979 (33 anni)  | 67    | 0    | Queens Park Rangers   |
| 13 | D    | Dante                   | 18 ottobre 1983 (29 anni)   | 2     | 0    | Bayern Monaco         |
| 14 | D    | Filipe Luís             | 9 agosto 1985 (27 anni)     | 3     | 0    | Atlético Madrid       |
| 15 | C    | Jean                    | 24 giugno 1986 (26 anni)    | 5     | 0    | Fluminense            |
| 16 | D    | Réver                   | 4 gennaio 1985 (28 anni)    | 8     | 1    | Atlético Mineiro      |
| 17 | C    | Luiz Gustavo            | 23 luglio 1987 (25 anni)    | 3     | 0    | Bayern Monaco         |
| 18 | C    | Paulinho                | 25 luglio 1988 (24 anni)    | 11    | 2    | Corinthians           |
| 19 | A    | Hulk                    | 25 luglio 1986 (26 anni)    | 20    | 6    | Zenit San Pietroburgo |
| 20 | C    | Bernard                 | 8 settembre 1992 (20 anni)  | 1     | 0    | Atlético Mineiro      |
| 21 | A    | Jô                      | 20 marzo 1987 (26 anni)     | 4     | 0    | Atlético Mineiro      |
| 22 | P    | Diego Cavalieri         | 1º dicembre 1982 (30 anni)  | 2     | 0    | Fluminense            |
| 23 | C    | Jádson                  | 5 ottobre 1983 (29 anni)    | 7     | 1    | San Paolo             |

### Giappone
Allenatore:  Alberto Zaccheroni
Lista dei convocati resa nota il 5 giugno 2013.
| N. | Pos. | Giocatore                | Data nascita (età)          | Pres. | Reti | Squadra               |
| -- | ---- | ------------------------ | --------------------------- | ----- | ---- | --------------------- |
| 1  | P    | Eiji Kawashima           | 20 marzo 1983 (30 anni)     | 44    | 0    | Standard Liegi        |
| 2  | D    | Masahiko Inoha           | 28 agosto 1985 (27 anni)    | 18    | 1    | Júbilo Iwata          |
| 3  | D    | Gōtoku Sakai             | 14 marzo 1991 (22 anni)     | 5     | 0    | Stoccarda             |
| 4  | C    | Keisuke Honda            | 13 giugno 1986 (27 anni)    | 42    | 14   | CSKA Mosca            |
| 5  | D    | Yūto Nagatomo            | 12 settembre 1986 (26 anni) | 57    | 3    | Inter                 |
| 6  | D    | Atsuto Uchida            | 27 marzo 1988 (25 anni)     | 57    | 1    | Schalke 04            |
| 7  | C    | Yasuhito Endō            | 28 gennaio 1980 (33 anni)   | 129   | 10   | Gamba Osaka           |
| 8  | A    | Hiroshi Kiyotake         | 12 novembre 1989 (23 anni)  | 16    | 1    | Norimberga            |
| 9  | A    | Shinji Okazaki           | 16 aprile 1986 (27 anni)    | 62    | 32   | Stoccarda             |
| 10 | A    | Shinji Kagawa            | 17 marzo 1989 (24 anni)     | 42    | 13   | Manchester Utd        |
| 11 | A    | Mike Havenaar            | 20 maggio 1987 (26 anni)    | 13    | 4    | Vitesse               |
| 12 | P    | Shūsaku Nishikawa        | 18 giugno 1986 (26 anni)    | 8     | 0    | Sanfrecce Hiroshima   |
| 13 | C    | Hajime Hosogai           | 10 giugno 1986 (27 anni)    | 20    | 1    | Bayer Leverkusen      |
| 14 | C    | Kengo Nakamura           | 31 ottobre 1980 (32 anni)   | 65    | 6    | Kawasaki Frontale     |
| 15 | D    | Yasuyuki Konno           | 25 gennaio 1983 (30 anni)   | 67    | 1    | Gamba Osaka           |
| 16 | D    | Yūzō Kurihara            | 18 settembre 1983 (29 anni) | 16    | 2    | Yokohama F. Marinos   |
| 17 | C    | Makoto Hasebe (capitano) | 18 gennaio 1984 (29 anni)   | 68    | 2    | Wolfsburg             |
| 18 | A    | Ryōichi Maeda            | 9 ottobre 1981 (31 anni)    | 29    | 10   | Júbilo Iwata          |
| 19 | A    | Takashi Inui             | 2 giugno 1988 (25 anni)     | 10    | 0    | Eintracht Francoforte |
| 20 | C    | Hideto Takahashi         | 17 ottobre 1987 (25 anni)   | 4     | 0    | FC Tokyo              |
| 21 | D    | Hiroki Sakai             | 12 aprile 1990 (23 anni)    | 7     | 0    | Hannover 96           |
| 22 | D    | Maya Yoshida             | 24 agosto 1988 (24 anni)    | 27    | 2    | Southampton           |
| 23 | P    | Shūichi Gonda            | 3 marzo 1989 (24 anni)      | 1     | 0    | FC Tokyo              |

### Messico
Allenatore:  José de la Torre
Lista dei convocati resa nota il 19 maggio 2013.
| N. | Pos. | Giocatore                      | Data nascita (età)          | Pres. | Reti | Squadra        |
| -- | ---- | ------------------------------ | --------------------------- | ----- | ---- | -------------- |
| 1  | P    | Guillermo Ochoa                | 13 luglio 1985 (27 anni)    | 52    | 0    | Ajaccio        |
| 2  | D    | Francisco Rodríguez (capitano) | 20 ottobre 1981 (31 anni)   | 80    | 1    | América        |
| 3  | D    | Carlos Salcido                 | 2 aprile 1980 (33 anni)     | 110   | 10   | Tigres UANL    |
| 4  | D    | Diego Reyes                    | 19 settembre 1992 (20 anni) | 5     | 0    | América        |
| 5  | C    | Jesús Molina                   | 29 marzo 1988 (25 anni)     | 7     | 0    | América        |
| 6  | C    | Gerardo Torrado                | 30 aprile 1979 (34 anni)    | 139   | 6    | Cruz Azul      |
| 7  | C    | Pablo Barrera                  | 21 giugno 1987 (25 anni)    | 53    | 6    | Cruz Azul      |
| 8  | C    | Ángel Reyna                    | 19 settembre 1984 (28 anni) | 21    | 1    | Pachuca        |
| 9  | A    | Aldo de Nigris                 | 22 luglio 1983 (29 anni)    | 22    | 8    | Monterrey      |
| 10 | A    | Giovani dos Santos             | 11 maggio 1989 (24 anni)    | 62    | 14   | Maiorca        |
| 11 | C    | Javier Aquino                  | 11 febbraio 1990 (23 anni)  | 15    | 0    | Villarreal     |
| 12 | P    | José de Jesús Corona           | 26 gennaio 1981 (32 anni)   | 23    | 0    | Cruz Azul      |
| 13 | D    | Severo Meza                    | 9 luglio 1986 (26 anni)     | 12    | 0    | Monterrey      |
| 14 | A    | Javier Hernández               | 1º giugno 1988 (25 anni)    | 47    | 32   | Manchester Utd |
| 15 | D    | Héctor Moreno                  | 17 gennaio 1988 (25 anni)   | 41    | 1    | Espanyol       |
| 16 | C    | Héctor Herrera                 | 19 aprile 1990 (23 anni)    | 6     | 0    | Pachuca        |
| 17 | C    | Jesús Zavala                   | 21 luglio 1987 (25 anni)    | 19    | 2    | Monterrey      |
| 18 | C    | Andrés Guardado                | 28 settembre 1986 (26 anni) | 91    | 14   | Valencia       |
| 19 | A    | Raúl Jiménez                   | 5 maggio 1991 (22 anni)     | 4     | 0    | América        |
| 20 | D    | Jorge Torres Nilo              | 16 gennaio 1988 (25 anni)   | 32    | 1    | Tigres UANL    |
| 21 | D    | Hiram Mier                     | 25 agosto 1989 (23 anni)    | 5     | 0    | Monterrey      |
| 22 | D    | Gerardo Flores                 | 5 febbraio 1986 (27 anni)   | 2     | 0    | Cruz Azul      |
| 23 | P    | Alfredo Talavera               | 18 settembre 1982 (30 anni) | 11    | 0    | Toluca         |

### Italia
Allenatore:  Cesare Prandelli
Lista dei convocati resa nota il 3 giugno 2013, numerazione il giorno seguente.
| N. | Pos. | Giocatore                   | Data nascita (età)         | Pres. | Reti | Squadra             |
| -- | ---- | --------------------------- | -------------------------- | ----- | ---- | ------------------- |
| 1  | P    | Gianluigi Buffon (capitano) | 28 gennaio 1978 (35 anni)  | 127   | 0    | Juventus            |
| 2  | D    | Christian Maggio            | 11 febbraio 1982 (31 anni) | 24    | 0    | Napoli              |
| 3  | D    | Giorgio Chiellini           | 14 agosto 1984 (28 anni)   | 57    | 2    | Juventus            |
| 4  | D    | Davide Astori               | 7 gennaio 1987 (26 anni)   | 3     | 0    | Cagliari            |
| 5  | D    | Mattia De Sciglio           | 20 ottobre 1992 (20 anni)  | 3     | 0    | Milan               |
| 6  | C    | Antonio Candreva            | 28 febbraio 1987 (26 anni) | 7     | 0    | Lazio               |
| 7  | C    | Alberto Aquilani            | 7 luglio 1984 (28 anni)    | 23    | 4    | Fiorentina          |
| 8  | C    | Claudio Marchisio           | 19 gennaio 1986 (27 anni)  | 32    | 1    | Juventus            |
| 9  | A    | Mario Balotelli             | 12 agosto 1990 (22 anni)   | 20    | 8    | Milan               |
| 10 | A    | Sebastian Giovinco          | 26 gennaio 1987 (26 anni)  | 14    | 0    | Juventus            |
| 11 | A    | Alberto Gilardino           | 5 luglio 1982 (30 anni)    | 51    | 18   | Bologna             |
| 12 | P    | Salvatore Sirigu            | 12 gennaio 1987 (26 anni)  | 5     | 0    | Paris Saint-Germain |
| 13 | P    | Federico Marchetti          | 7 febbraio 1983 (30 anni)  | 8     | 0    | Lazio               |
| 14 | A    | Stephan El Shaarawy         | 27 ottobre 1992 (20 anni)  | 6     | 1    | Milan               |
| 15 | D    | Andrea Barzagli             | 8 maggio 1981 (32 anni)    | 41    | 0    | Juventus            |
| 16 | C    | Daniele De Rossi            | 24 luglio 1983 (29 anni)   | 84    | 14   | Roma                |
| 17 | A    | Alessio Cerci               | 23 luglio 1987 (25 anni)   | 3     | 0    | Torino              |
| 18 | C    | Riccardo Montolivo          | 18 gennaio 1985 (28 anni)  | 43    | 2    | Milan               |
| 19 | D    | Leonardo Bonucci            | 1º maggio 1987 (26 anni)   | 26    | 2    | Juventus            |
| 20 | D    | Ignazio Abate               | 12 novembre 1986 (26 anni) | 10    | 0    | Milan               |
| 21 | C    | Andrea Pirlo                | 19 maggio 1979 (34 anni)   | 98    | 12   | Juventus            |
| 22 | C    | Emanuele Giaccherini        | 5 maggio 1985 (28 anni)    | 8     | 0    | Juventus            |
| 23 | C    | Alessandro Diamanti         | 2 maggio 1983 (30 anni)    | 12    | 0    | Bologna             |

## Gruppo B

### Spagna
Allenatore:  Vicente del Bosque
Lista dei convocati resa nota il 1º giugno 2013.
| N. | Pos. | Giocatore                | Data nascita (età)         | Pres. | Reti | Squadra         |
| -- | ---- | ------------------------ | -------------------------- | ----- | ---- | --------------- |
| 1  | P    | Iker Casillas (capitano) | 20 maggio 1981 (32 anni)   | 143   | 0    | Real Madrid     |
| 2  | D    | Raúl Albiol              | 4 settembre 1985 (27 anni) | 38    | 0    | Real Madrid     |
| 3  | D    | Gerard Piqué             | 2 febbraio 1987 (26 anni)  | 51    | 4    | Barcellona      |
| 4  | C    | Javi Martínez            | 2 settembre 1988 (24 anni) | 9     | 0    | Bayern Monaco   |
| 5  | D    | César Azpilicueta        | 28 agosto 1989 (23 anni)   | 1     | 0    | Chelsea         |
| 6  | C    | Andrés Iniesta           | 11 maggio 1984 (29 anni)   | 80    | 11   | Barcellona      |
| 7  | A    | David Villa              | 3 dicembre 1981 (31 anni)  | 88    | 53   | Barcellona      |
| 8  | C    | Xavi                     | 25 gennaio 1980 (33 anni)  | 120   | 12   | Barcellona      |
| 9  | A    | Fernando Torres          | 20 marzo 1984 (29 anni)    | 101   | 31   | Chelsea         |
| 10 | C    | Cesc Fàbregas            | 4 maggio 1987 (26 anni)    | 78    | 12   | Barcellona      |
| 11 | A    | Pedro                    | 28 luglio 1987 (25 anni)   | 26    | 12   | Barcellona      |
| 12 | P    | Víctor Valdés            | 14 gennaio 1982 (31 anni)  | 13    | 0    | Barcellona      |
| 13 | A    | Juan Mata                | 28 aprile 1988 (25 anni)   | 23    | 6    | Chelsea         |
| 14 | A    | Roberto Soldado          | 27 maggio 1985 (28 anni)   | 7     | 4    | Valencia        |
| 15 | D    | Sergio Ramos             | 30 marzo 1986 (27 anni)    | 101   | 9    | Real Madrid     |
| 16 | C    | Sergio Busquets          | 16 luglio 1988 (24 anni)   | 54    | 0    | Barcellona      |
| 17 | D    | Álvaro Arbeloa           | 17 gennaio 1983 (30 anni)  | 47    | 0    | Real Madrid     |
| 18 | D    | Jordi Alba               | 21 marzo 1989 (24 anni)    | 17    | 2    | Barcellona      |
| 19 | D    | Nacho Monreal            | 26 febbraio 1986 (27 anni) | 11    | 0    | Arsenal         |
| 20 | C    | Santiago Cazorla         | 13 dicembre 1984 (28 anni) | 52    | 8    | Arsenal         |
| 21 | C    | David Silva              | 8 gennaio 1986 (27 anni)   | 70    | 18   | Manchester City |
| 22 | C    | Jesús Navas              | 21 novembre 1985 (27 anni) | 23    | 2    | Siviglia        |
| 23 | P    | Pepe Reina               | 31 agosto 1982 (30 anni)   | 26    | 0    | Liverpool       |

### Uruguay
Allenatore:  Óscar Tabárez
Lista dei convocati resa nota il 4 giugno 2013.
| N. | Pos. | Giocatore               | Data nascita (età)          | Pres. | Reti | Squadra         |
| -- | ---- | ----------------------- | --------------------------- | ----- | ---- | --------------- |
| 1  | P    | Fernando Muslera        | 16 giugno 1986 (26 anni)    | 44    | 0    | Galatasaray     |
| 2  | D    | Diego Lugano (capitano) | 2 novembre 1980 (32 anni)   | 79    | 8    | Málaga          |
| 3  | D    | Diego Godín             | 16 febbraio 1986 (27 anni)  | 64    | 3    | Atlético Madrid |
| 4  | D    | Sebastián Coates        | 7 ottobre 1990 (22 anni)    | 9     | 1    | Liverpool       |
| 5  | C    | Walter Gargano          | 23 luglio 1984 (28 anni)    | 50    | 1    | Inter           |
| 6  | C    | Álvaro Pereira          | 28 novembre 1985 (27 anni)  | 47    | 5    | Inter           |
| 7  | C    | Cristian Rodríguez      | 30 settembre 1985 (27 anni) | 57    | 6    | Atlético Madrid |
| 8  | C    | Sebastián Eguren        | 8 gennaio 1981 (32 anni)    | 50    | 7    | Libertad        |
| 9  | A    | Luis Suárez             | 24 gennaio 1987 (26 anni)   | 63    | 31   | Liverpool       |
| 10 | A    | Diego Forlán            | 19 maggio 1979 (34 anni)    | 96    | 33   | Internacional   |
| 11 | A    | Abel Hernández          | 8 agosto 1990 (22 anni)     | 8     | 3    | Palermo         |
| 12 | P    | Juan Castillo           | 17 aprile 1978 (35 anni)    | 13    | 0    | Danubio         |
| 13 | D    | Matías Aguirregaray     | 1º aprile 1989 (24 anni)    | 3     | 0    | Peñarol         |
| 14 | C    | Nicolás Lodeiro         | 21 marzo 1989 (24 anni)     | 17    | 1    | Botafogo        |
| 15 | C    | Diego Pérez             | 18 maggio 1980 (33 anni)    | 82    | 1    | Bologna         |
| 16 | D    | Maxi Pereira            | 8 giugno 1984 (29 anni)     | 74    | 2    | Benfica         |
| 17 | C    | Egidio Arévalo Ríos     | 27 settembre 1982 (30 anni) | 42    | 0    | Palermo         |
| 18 | C    | Gastón Ramírez          | 2 dicembre 1990 (22 anni)   | 16    | 0    | Southampton     |
| 19 | D    | Andrés Scotti           | 14 dicembre 1975 (37 anni)  | 37    | 1    | Nacional        |
| 20 | C    | Álvaro González         | 29 ottobre 1984 (28 anni)   | 33    | 1    | Lazio           |
| 21 | A    | Edinson Cavani          | 14 febbraio 1987 (26 anni)  | 48    | 13   | Napoli          |
| 22 | D    | Martín Cáceres          | 7 aprile 1987 (26 anni)     | 45    | 1    | Juventus        |
| 23 | P    | Martín Silva            | 25 marzo 1983 (30 anni)     | 1     | 0    | Olimpia         |

### Nigeria
Allenatore:  Stephen Keshi
| N. | Pos. | Giocatore                  | Data nascita (età)          | Pres. | Reti | Squadra              |
| -- | ---- | -------------------------- | --------------------------- | ----- | ---- | -------------------- |
| 1  | P    | Vincent Enyeama (capitano) | 29 agosto 1982 (30 anni)    | 78    | 0    | Maccabi Tel Aviv     |
| 2  | D    | Godfrey Oboabona           | 16 agosto 1990 (22 anni)    | 19    | 0    | Sunshine Stars       |
| 3  | D    | Uwa Elderson Echiéjilé     | 20 gennaio 1988 (25 anni)   | 27    | 1    | Braga                |
| 4  | C    | John Ogu                   | 20 aprile 1988 (25 anni)    | 1     | 0    | Académica de Coimbra |
| 5  | D    | Efe Ambrose                | 18 ottobre 1988 (24 anni)   | 22    | 1    | Celtic               |
| 6  | D    | Azubuike Egwuekwe          | 28 novembre 1988 (24 anni)  | 12    | 0    | Warri Wolves         |
| 7  | C    | Ahmed Musa                 | 14 ottobre 1992 (20 anni)   | 26    | 4    | CSKA Mosca           |
| 8  | A    | Brown Ideye                | 10 ottobre 1988 (24 anni)   | 14    | 2    | Dinamo Kiev          |
| 9  | A    | Joseph Akpala              | 24 agosto 1986 (26 anni)    | 5     | 1    | Werder Brema         |
| 10 | C    | Mikel John Obi             | 22 aprile 1987 (26 anni)    | 46    | 3    | Chelsea              |
| 11 | A    | Mohammed Gambo             | 10 marzo 1988 (25 anni)     | 0     | 0    | Kano Pillars         |
| 12 | D    | Solomon Kwambe             | 30 settembre 1993 (19 anni) | 3     | 0    | Sunshine Stars       |
| 13 | C    | Fegor Ogude                | 29 luglio 1987 (25 anni)    | 11    | 0    | Vålerenga            |
| 14 | A    | Anthony Ujah               | 14 ottobre 1990 (22 anni)   | 0     | 0    | Colonia              |
| 15 | C    | Michel Babatunde           | 24 dicembre 1992 (20 anni)  | 0     | 0    | Kryvbas              |
| 16 | P    | Austin Ejide               | 8 aprile 1984 (29 anni)     | 24    | 0    | Hapoel Petah Tiqwa   |
| 17 | C    | Ogenyi Onazi               | 25 dicembre 1992 (20 anni)  | 11    | 1    | Lazio                |
| 18 | C    | Emeka Eze                  | 22 dicembre 1992 (20 anni)  | 0     | 0    | Enugu Rangers        |
| 19 | C    | Sunday Mba                 | 28 novembre 1988 (24 anni)  | 11    | 5    | Enugu Rangers        |
| 20 | C    | Nnamdi Oduamadi            | 17 ottobre 1990 (22 anni)   | 2     | 1    | Varese               |
| 21 | D    | Francis Benjamin           | 2 gennaio 1993 (20 anni)    | 0     | 0    | Heartland            |
| 22 | D    | Kenneth Omeruo             | 17 ottobre 1993 (19 anni)   | 8     | 0    | ADO Den Haag         |
| 23 | P    | Chigozie Agbim             | 28 novembre 1984 (28 anni)  | 5     | 0    | Enugu Rangers        |

### Tahiti
Allenatore:  Eddy Etaeta
Lista dei convocati resa nota il 23 maggio 2013.
| N. | Pos. | Giocatore                 | Data nascita (età)          | Pres. | Reti | Squadra       |
| -- | ---- | ------------------------- | --------------------------- | ----- | ---- | ------------- |
| 1  | P    | Mickaël Roche             | 24 dicembre 1982 (30 anni)  | 6     | 0    | Dragon        |
| 2  | C    | Alvin Tehau               | 10 aprile 1989 (24 anni)    | 16    | 6    | Tefana        |
| 3  | A    | Marama Vahirua            | 12 maggio 1980 (33 anni)    | 0     | 0    | Panthrakikos  |
| 4  | D    | Teheivarii Ludivion       | 1º luglio 1989 (23 anni)    | 15    | 1    | Tefana        |
| 5  | D    | Tamatoa Wagemann          | 18 marzo 1980 (33 anni)     | 6     | 0    | Dragon        |
| 6  | C    | Henri Caroine             | 7 settembre 1981 (31 anni)  | 6     | 0    | Dragon        |
| 7  | C    | Heimano Bourebare         | 15 maggio 1989 (24 anni)    | 6     | 0    | Dragon        |
| 8  | D    | Stéphane Faatiarau        | 13 marzo 1990 (23 anni)     | 11    | 1    | Tefana        |
| 9  | A    | Teaonui Tehau             | 1º settembre 1992 (20 anni) | 16    | 8    | Vénus         |
| 10 | D    | Nicolas Vallar (capitano) | 22 ottobre 1983 (29 anni)   | 12    | 4    | Dragon        |
| 11 | C    | Stanley Atani             | 27 gennaio 1990 (23 anni)   | 15    | 5    | Tefana        |
| 12 | D    | Edson Lemaire             | 31 ottobre 1990 (22 anni)   | 3     | 0    | Dragon        |
| 13 | A    | Steevy Chong Hue          | 26 gennaio 1990 (23 anni)   | 22    | 11   | Dragon        |
| 14 | D    | Rainui Aroita             | 25 gennaio 1994 (19 anni)   | 1     | 0    | Tamarii Faa'a |
| 15 | C    | Lorenzo Tehau             | 10 aprile 1989 (24 anni)    | 18    | 7    | Tefana        |
| 16 | C    | Ricky Aitamai             | 22 dicembre 1991 (21 anni)  | 1     | 0    | Vénus         |
| 17 | C    | Jonathan Tehau            | 9 gennaio 1988 (25 anni)    | 22    | 4    | Tamarii Faa'a |
| 18 | A    | Yohann Tihoni             | 20 luglio 1994 (18 anni)    | 1     | 0    | Roniu         |
| 19 | D    | Vincent Simon             | 28 settembre 1983 (29 anni) | 21    | 1    | Dragon        |
| 20 | D    | Yannick Vero              | 28 febbraio 1990 (23 anni)  | 5     | 0    | Dragon        |
| 21 | A    | Samuel Hnanyine           | 1º marzo 1984 (29 anni)     | 1     | 1    | Dragon        |
| 22 | P    | Gilbert Meriel            | 11 novembre 1986 (26 anni)  | 3     | 0    | Central Sport |
| 23 | P    | Xavier Samin              | 1º gennaio 1978 (35 anni)   | 28    | 0    | Tefana        |